# Romain Sartre
Romain Sartre (ur. 12 listopada 1982 w Lyonie) – francuski piłkarz występujący na pozycji pomocnika.

## Kariera
Sartre zawodową karierę rozpoczynał w 2003 roku w klubie Olympique Lyon. W Ligue 1 zadebiutował 27 września 2003 w wygranym 4:0 meczu z RC Lens. W 2004 roku zdobył z klubem mistrzostwo Francji oraz Superpuchar Francji. Na sezon 2004/2005 został wypożyczony do drugoligowego Stade Lavallois.
W 2005 roku Sartre odszedł do drugoligowego Sedanu. W sezonie 2005/2006 awansował z nim do Ligue 1. 17 lutego 2007 w zremisowanym 2:2 spotkaniu z AJ Auxerre strzelił swojego pierwszego gola w Ligue 1. W sezonie 2006/2007 wraz z zespołem spadł do Ligue 2.
W 2008 roku odszedł do innego drugoligowego zespołu – RC Lens. Pierwszy ligowy mecz rozegrał tam 1 sierpnia 2008 przeciwko Dijon FCO (3:1). W sezonie 2008/2009 awansował z klubem do Ligue 1. W 2010 roku przeszedł do Tours FC z Ligue 2. Następnie grał w zespołach FC Villefranche (CFA), LB Châteauroux oraz Nîmes Olympique (oba z Ligue 2). Potem ponownie występował w FC Villefranche, gdzie w 2017 roku zakończył karierę.
W Ligue 1 rozegrał 45 spotkań i zdobył 2 bramki.